# Assassinat de Lesandro Guzman-Feliz
Pour les articles homonymes, voir Guzmán.
Le meurtre de Lesandro Guzman-Feliz a eu lieu le 20 juin 2018, l’adolescent de 15 ans a été tué par des membres du gang américano-dominicain (en) Trinitarios dans le quartier de Belmont (en) dans le Bronx. La victime aurait été confondue avec un membre de gang rival. La diffusion d'une vidéo du meurtre sur internet a provoqué une importante indignation publique. Quatorze suspects, tous membres du gang des Trinitarios, ont été arrêtés en lien avec la mort de Guzman-Feliz.

## Assassinat
Le 20 juin 2018, à 22 h 30 (HAE), Lesandro « Junior » Guzman-Feliz, 15 ans, quitte son appartement pour rencontrer un ami. Dehors, il remarque quatre véhicules suspects, s'inquiète et décide de s'enfuir. Il est poursuivi sur plusieurs pâtés de maisons par les membres d'un gang occupant les véhicules. Finalement, Guzman-Feliz trouve refuge dans une bodega à Bathgate Avenue et East 183rd Street à Belmont, Bronx, près de chez lui. Le propriétaire du magasin notamment est témoin de l’attaque, après avoir d’abord empêché Junior de se cacher derrière le comptoir, étant d’abord incertain de ce qui se passait exactement. Après avoir reconnu Junior et vu sa peur, le propriétaire du magasin a cédé et l’a laissé derrière le comptoir, mais Junior a tout de même été repéré par l’un des membres du gang, qui l’a ensuite traîné dehors, où trois autres attendaient. Il a appelé plusieurs fois la police, qui n'est jamais intervenue.
L’incident a été capté par une caméra de vidéosurveillance à l’intérieur du magasin, ainsi que sur une vidéo de téléphone portable prise sous un angle aérien par un résident de l’un des étages supérieurs de l’immeuble. La vidéo du téléphone montre une douzaine d’hommes qui arrivent et qui partent sur les lieux. La vidéo de surveillance montre plusieurs hommes poignardant Guzman-Feliz avec de gros couteaux et des machettes. La vidéo montre Guzman-Feliz rentrant dans le magasin ; cependant, il a semblé être envoyé à l’extérieur. La vidéo montre qu’il est sorti de la bodega en titubant vers l’est sur la 183rd Street en direction de l’hôpital St. Barnabas, à un pâté de maisons. La vidéo du portable montre que Guzman-Feliz s’est effondré sur une marche dans une cabine de sécurité à quelques mètres de l’entrée de l’hôpital. La vidéo montre des témoins qui connaissaient la victime criant frénétiquement, pansant ses plaies avec des vêtements, et tentant de le consoler alors qu’il mourait. La mort de Guzman-Feliz est survenue quelques minutes après l’attaque à la bodega,.
Selon le petit ami de la sœur de Guzman-Feliz, un chef de gang des Trinitarios a déclaré sur Snapchat que le meurtre était une erreur d’identité. Les premiers rapports indiquent que l’incident a été déclenché par une vidéo de sexe impliquant la nièce d’un membre du gang et un adolescent aux cheveux bouclés, qui ressemblait beaucoup à Guzman-Feliz. Cependant, ces rapports n’avaient rien à voir avec l’affaire car on a découvert plus tard que la vidéo était une farce et a été enregistrée bien avant le meurtre. Le gang a présenté des excuses pour le meurtre à la famille de la victime sur les médias sociaux. En outre, le chef du gang a expulsé les tueurs du gang à la suite de cette erreur d’identité. La police a indiqué, cependant, que les assassins présumés, tous les membres du sous-ensemble de Trinitarios Los Sures, ont pensé à tort que Guzman-Feliz était un membre du gang rival Sunset.
Un hastag, #justiceforjunior, a été créé et est devenu viral sur les médias sociaux comme Twitter et Instagram. L’indignation publique a suivi lorsque la vidéo graphique du meurtre de Guzman-Feliz a commencé à circuler sur Internet. La police a reçu un « torrent » d’appels de témoins et d’autres personnes identifiant les suspects. Les publications des agents sur Twitter et Instagram ont été partagées et consultées plus de 100 000 fois.

## Motif
Le meurtre de Guzman-Feliz était prétendument une erreur d’identité d’un adolescent qui faisait partie d’un gang rival. La police a rapporté que les tueurs, tous des membres du sous-ensemble de Trinitarios Los Sures, ont cru à tort que Guzman-Feliz était un membre du gang rival Sunset. Le procureur du comté du Bronx, Darcel Clark, a indiqué que Guzman-Feliz n’avait aucun lien avec les activités des gangs.

## Victime
Lesandro Guzman-Feliz né le 11 novembre 2002 assassiné le 20 juin 2018, connu sous le nom de « Junior », avait 15 ans au moment de son décès. Sa famille comprenait : son père, Lisandro Guzman ; sa mère, Leandra Feliz ; sa sœur aînée, Genesis Collado-Feliz ; et son frère, Manuel Ortiz. Il a fréquenté la Dr. Richard Izquierdo Health & Science Charter School, où il était en deuxième année. Il était d’origine dominicaine.
Guzman-Feliz aspirait à devenir détective et était membre du programme Explorers du New York City Police Department (NYPD), un groupe de jeunes intéressés par les carrières dans le domaine de l’application de la loi. Ses funérailles, à l’église Notre-Dame du Mont-Carmel dans le Bronx, ont été suivies par des milliers de personnes. Les porteurs étaient vêtus de chandails des Yankees de New York comme un clin d’œil à l’équipe de baseball préférée de Guzman-Feliz. Il a été enterré au cimetière Saint Raymond (en) dans le Bronx.
Après sa mort, le NYPD a créé une bourse au nom de Guzman-Feliz. L’angle de l’avenue Bathgate et de la 183e rue, où Guzman-Feliz a été tué, a été rebaptisé cérémoniellement Lesandro Junior Guzman-Feliz Way en février 2019, le jour de l’anniversaire de sa mère,.

## Auteurs et suspects
Quatorze suspects ont été arrêtés pour la mort de Guzman-Feliz. Tous étaient membres du gang dominicain des Trinitarios et avaient entre 18 et 29 ans,,.
- Kevin Alvarez, 19 ans
- Luis Cabrera-Santos, 25 ans
- Danel Fernandez, 21 ans
- Elvin Garcia, 23 ans
- Antonio Rodriguez Hernandez, 24 ans
- Jonaiki Martinez-Estrella, 24 ans
- Jose Muniz, 21 ans
- Danilo Payamps-Pacheco, 21 ans
- Gabriel Ramirez-Concepcion, 26 ans
- Manuel Rivera, 18 ans
- Diego Suero, 29 ans
- Jose Taverez, 21 ans
- Fredrick Then, 20 ans
- Ronald Ureña, 29 ans

La police a accusé Suero d’être le meneur, qui a ordonné le meurtre de Guzman-Feliz. Les officiers ont également affirmé que Martinez-Estrella a porté le coup fatal à Guzman-Feliz.
Quatre des suspects (Fernandez, Muniz, Rivera et Hernandez) ont été incarcérés à Rikers Island et ont reçu des menaces de mort, même d’autres membres du gang Trinitario, en attendant leur procès. À ce titre, ils ont été mis à l’écart des autres prisonniers et ont reçu une protection accrue en matière de sécurité à la prison. En décembre 2018, alors qu’il était détenu à Rikers Island, Rivera a reçu une blessure au visage par un autre détenu. Le suspect était prétendument un membre de gang rival. Michael Sosa Reyes, un ancien suspect, était un témoin coopérant.

## Verdict du procès
Près d’un an après que Guzman-Feliz a été tué à l’extérieur de la bodega du Bronx, cinq suspects accusés ont été reconnus coupables de son meurtre. Dans une salle d’audience du Bronx le 14 juin 2019, un jury a reconnu Jonaiki Martinez Estrella, Manuel Rivera, Elvin Garcia, Jose Muniz et Antonio Rodriguez Hernandez coupables de meurtre au premier degré, de meurtre au deuxième degré, d’agression par un gang et de complot. En déclarant également les accusés coupables de meurtre au premier degré, le jury a reconnu que Guzman-Feliz avait été torturé avant sa mort.